# دنیس اونیشچنکو
دنیس اونیشچنکو (اوکراینی: Денис Анатолійович Онищенко؛ زادهٔ ۱۵ سپتامبر ۱۹۷۸) بازیکن فوتبال اهل اوکراین است.
از باشگاه‌هایی که در آن بازی کرده‌است می‌توان به باشگاه فوتبال دنیپرو، باشگاه فوتبال ماریوپول، باشگاه فوتبال هاپوئل تل آویو، باشگاه فوتبال دینامو کی‌یف، باشگاه فوتبال زوریا لوهانسک، و باشگاه فوتبال فورسکلا پولتاوا اشاره کرد.
وی همچنین در تیم ملی فوتبال اوکراین بازی کرده‌است.